# Dorsifulcrum bicolor
Dorsifulcrum bicolor là một loài bướm đêm trong họ Geometridae.